# Drymocallis lactea
Drymocallis lactea là loài thực vật có hoa trong họ Hoa hồng. Loài này được (Greene) Rydb. mô tả khoa học đầu tiên năm 1908.